# Helina moschodactyla
Helina moschodactyla är en tvåvingeart som beskrevs av Xue 1997. Helina moschodactyla ingår i släktet Helina och familjen husflugor. Inga underarter finns listade i Catalogue of Life.